# Audinghen
Audinghen és un municipi francès situat al departament del Pas de Calais i a la regió dels Alts de França. L'any 2007 tenia 580 habitants.

## Demografia

### Població
El 2007 la població de fet d'Audinghen era de 580 persones. Hi havia 222 famílies de les quals 52 eren unipersonals (32 homes vivint sols i 20 dones vivint soles), 75 parelles sense fills, 91 parelles amb fills i 4 famílies monoparentals amb fills.
La població ha evolucionat segons el següent gràfic:
Habitants censats

### Habitatges
El 2007 hi havia 549 habitatges, 226 eren l'habitatge principal de la família, 286 eren segones residències i 37 estaven desocupats. 516 eren cases i 16 eren apartaments. Dels 226 habitatges principals, 126 estaven ocupats pels seus propietaris, 92 estaven llogats i ocupats pels llogaters i 8 estaven cedits a títol gratuït; 9 tenien dues cambres, 36 en tenien tres, 76 en tenien quatre i 105 en tenien cinc o més. 187 habitatges disposaven pel capbaix d'una plaça de pàrquing. A 103 habitatges hi havia un automòbil i a 105 n'hi havia dos o més.

### Piràmide de població
La piràmide de població per edats i sexe el 2009 era:
| Homes | Edats   | Dones |
| ----- | ------- | ----- |
| 0     | 95 o +  | 0     |
| 0     | 90 a 94 | 0     |
| 8     | 85 a 89 | 4     |
| 0     | 80 a 84 | 12    |
| 16    | 75 a 79 | 12    |
| 4     | 70 a 74 | 20    |
| 24    | 65 a 69 | 16    |
| 4     | 60 a 64 | 8     |
| 16    | 55 a 59 | 16    |
| 24    | 50 a 54 | 12    |
| 12    | 45 a 49 | 12    |
| 16    | 40 a 44 | 12    |
| 32    | 35 a 39 | 36    |
| 20    | 30 a 34 | 16    |
| 16    | 25 a 29 | 16    |
| 4     | 20 a 24 | 20    |
| 12    | 15 a 19 | 8     |
| 44    | 10 a 14 | 28    |
| 24    | 5 a 9   | 16    |
| 24    | 0 a 4   | 8     |

## Economia
El 2007 la població en edat de treballar era de 388 persones, 280 eren actives i 108 eren inactives. De les 280 persones actives 250 estaven ocupades (136 homes i 114 dones) i 30 estaven aturades (17 homes i 13 dones). De les 108 persones inactives 38 estaven jubilades, 29 estaven estudiant i 41 estaven classificades com a «altres inactius».

### Ingressos
El 2009 a Audinghen hi havia 226 unitats fiscals que integraven 564 persones, la mediana anual d'ingressos fiscals per persona era de 15.891 €.

### Activitats econòmiques
Dels 28 establiments que hi havia el 2007, 2 eren d'empreses alimentàries, 1 d'una empresa de fabricació de material elèctric, 1 d'una empresa de construcció, 8 d'empreses de comerç i reparació d'automòbils, 2 d'empreses de transport, 9 d'empreses d'hostatgeria i restauració, 2 d'empreses immobiliàries, 2 d'empreses de serveis i 1 d'una empresa classificada com a «altres activitats de serveis».
Dels 5 establiments de servei als particulars que hi havia el 2009, 1 era un paleta, 3 restaurants i 1 agència immobiliària.
Dels 2 establiments comercials que hi havia el 2009, 1 era una botiga de més de 120 m² i 1 una botiga de menys de 120 m².
L'any 2000 a Audinghen hi havia 16 explotacions agrícoles que ocupaven un total de 1.104 hectàrees.

## Equipaments sanitaris i escolars
El 2009 hi havia una escola elemental integrada dins d'un grup escolar amb les comunes properes formant una escola dispersa.

## Poblacions més properes
El següent diagrama mostra les poblacions més properes.